# Araneus huixtla
Araneus huixtla là một loài nhện trong họ Araneidae.
Loài này thuộc chi Araneus. Araneus huixtla được Herbert Walter Levi miêu tả năm 1991.